# Jean-Daniel Dätwyler
Jean-Daniel Dätwyler, född den 2 april 1945 i Lausanne, är en schweizisk före detta alpin skidåkare. 
Dätwyler blev olympisk bronsmedaljör i störtlopp vid vinterspelen 1968 i Grenoble.